# Gournay-en-Bray
 Gournay-en-Bray  es una población y comuna francesa, en la región de Alta Normandía, departamento de Sena Marítimo, en el distrito de Dieppe. Es el chef-lieu y mayor población del cantón de Gournay-en-Bray.

## Demografía
| 5048 | 5791 | 6430 | 6344 | 6147 | 6275 |
| Para los censos de 1962 a 1999 la población legal corresponde a la población sin duplicidades (Fuente: INSEE [Consultar]) |      |      |      |      |      |